# Bill Frisell
William Richard "Bill" Frisell (Baltimore, 1951) is een Amerikaanse gitarist, componist en arrangeur.
Frisell is een van de leidende jazzgitaristen sinds eind jaren 80. Frisell maakt een eclectische vorm van progressieve rock, klassieke muziek, country, noise en meer. Een van de kenmerken van Frisell is het gebruik van effectpedalen.
Bill Frisell werd geboren in Baltimore en bracht zijn jeugd door in Denver, Colorado, waar hij klarinet speelde. Zijn interesse in gitaar werd gewekt door het beluisteren van popmuziek op de radio. Al snel werd echter de Chicago Blues van Otis Rush, BB King, Paul Butterfield en Buddy Guy zijn favoriete muziek. Op de middelbare school speelde hij in bands en speelde covers van pop- en soulklassiekers, alsook songs van James Brown en andere dansmuziek. Later studeerde Frisell muziek aan de Universiteit van Noord Colorado, waarna hij in het Berklee College of Music in Boston les volgde bij John Damian, Herb Pomeroy en Michael Gibbs. In 1978 verhuisde Frisell voor een jaar naar België, waar hij zich bezighield met het schrijven van muziek. In deze periode toerde hij met Michael Gibbs en maakte hij opnames met de Duitse bassist Eberhard Weber. 

## Albums
| Titel                                                                |  | Jaar |  | Label             |
| -------------------------------------------------------------------- |  | ---- |  | ----------------- |
| In Line                                                              |  | 1983 |  | ECM               |
| Rambler                                                              |  | 1984 |  | ECM               |
| Lookout for Hope                                                     |  | 1987 |  | ECM               |
| Before We Were Born                                                  |  | 1989 |  | Nonesuch          |
| Is That You?                                                         |  | 1990 |  | Nonesuch          |
| Where in the World?                                                  |  | 1991 |  | Nonesuch          |
| Have a Little Faith                                                  |  | 1992 |  | Nonesuch          |
| This Land                                                            |  | 1994 |  | Nonesuch          |
| Go West: Music for the Films of Buster Keaton                        |  | 1995 |  | Nonesuch          |
| The High Sign/One Week: Music for the Films of Buster Keaton         |  | 1995 |  | Nonesuch          |
| Live                                                                 |  | 1995 |  | Gramavision       |
| Quartet                                                              |  | 1996 |  | Nonesuch          |
| Nashville                                                            |  | 1997 |  | Nonesuch          |
| Gone, Just Like a Train                                              |  | 1998 |  | Nonesuch          |
| Good Dog, Happy Man                                                  |  | 1999 |  | Nonesuch          |
| The Sweetest Punch, The New Songs of Elvis Costello & Burt Bacharach |  | 1999 |  | Decca             |
| Ghost Town                                                           |  | 2000 |  | Nonesuch          |
| Blues Dream                                                          |  | 2001 |  | Nonesuch          |
| With Dave Holland and Elvin Jones                                    |  | 2001 |  | Nonesuch          |
| The Willies                                                          |  | 2002 |  | Nonesuch          |
| The Intercontinentals                                                |  | 2003 |  | Nonesuch          |
| Unspeakable                                                          |  | 2004 |  | Nonesuch          |
| Richter 858                                                          |  | 2005 |  | Songlines         |
| East/West                                                            |  | 2005 |  | Nonesuch          |
| Further East/Further West                                            |  | 2005 |  | Nonesuch          |
| Bill Frisell, Ron Carter, Paul Motian                                |  | 2006 |  | Nonesuch          |
| Floratone                                                            |  | 2007 |  | Blue Note         |
| History, Mystery                                                     |  | 2008 |  | Nonesuch          |
| Disfarmer                                                            |  | 2009 |  | Nonesuch          |
| Beautiful Dreamers                                                   |  | 2010 |  | Savoy Label Group |
| Lágrimas Mexicanas with Vinicius Cantuária                           |  | 2011 |  | E1 Music/Naïve    |
| Sign of Life: Music for 858 Quartet                                  |  | 2011 |  | Savoy Label Group |
| All We Are Saying, Frisell Plays Lennon                              |  | 2011 |  | Savoy Label Group |
| Floratone II                                                         |  | 2012 |  | Savoy Jazz        |